# Tweeter à dôme souple
 (octobre 2024).

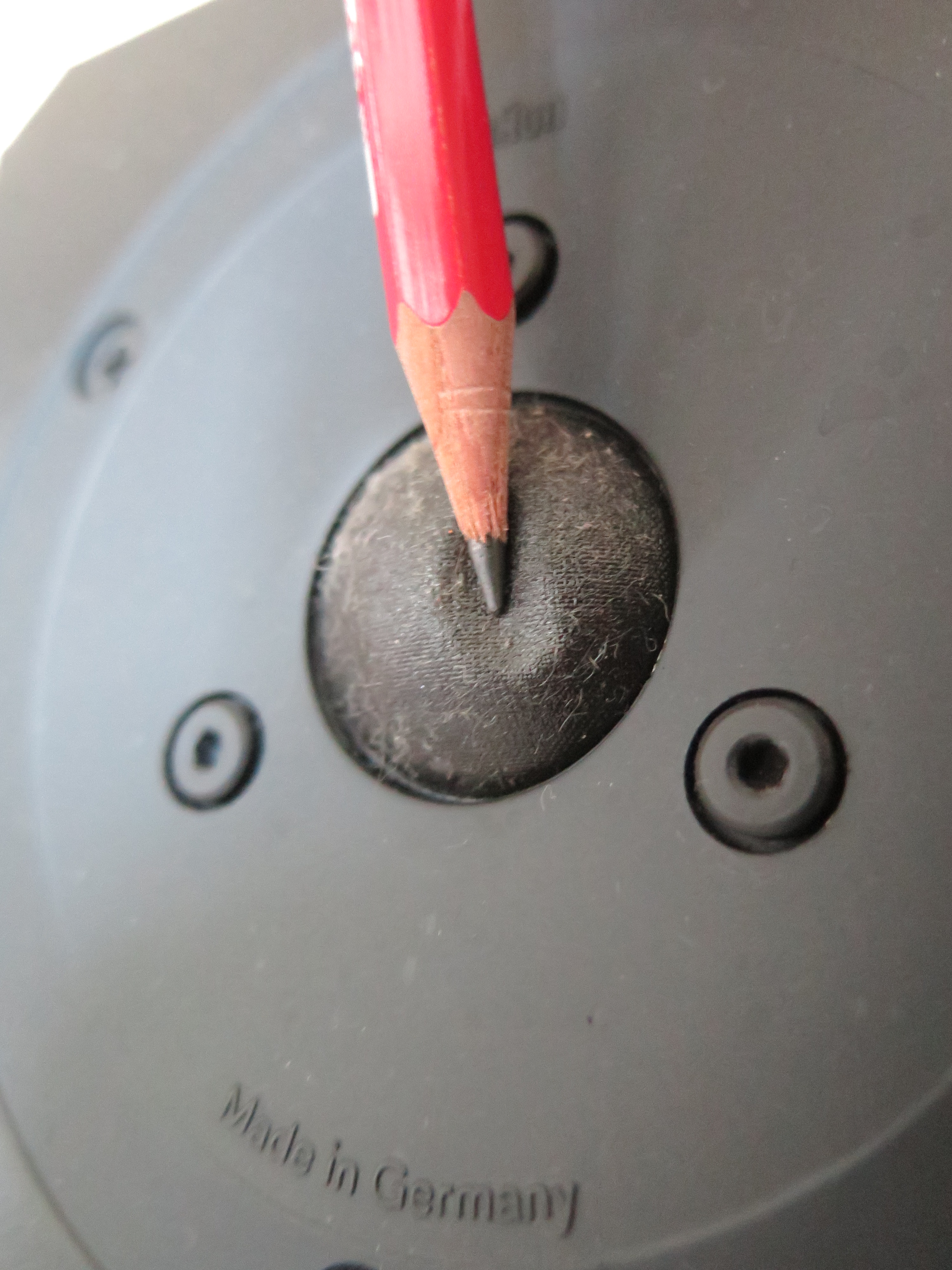
Les tweeters à dôme souple peuvent être indentés sans subir de dommages

Le tweeter à dôme souple est un type particulier de tweeter inventé et breveté en 1967 par Bill Hecht, un pionnier de l'audio et fondateur de Phase Technology.

Hecht a conçu le tweeter à dôme souple en réponse à un problème fréquent lors des expositions : les visiteurs touchaient souvent les dômes rigides des tweeters, les endommageant. Pour résoudre cela, il a créé un dôme souple qui ne se fissurerait pas lorsqu'il serait manipulé.<blockquote« Je l'ai ramené au laboratoire et j'ai pensé qu'il pourrait éventuellement constituer un bon milieu de gamme si je l'enduisais », se souvient Hecht. « Je l'ai donc recouvert d'une fine couche de caoutchouc et j'y ai fait passer du bruit avec un générateur de signaux. À ma grande surprise, cela a dépassé 12K ; ça a été un choc. »Avant l’apparition du tweeter à dôme souple, on croyait que seul un tweeter rigide était capable de produire des hautes fréquences. Le dôme souple a révolutionné la reproduction du son haute fréquence ; il produisait une réponse en fréquence plus douce, une dispersion plus large vers les fréquences plus élevées et n'avait presque aucune résonance haute fréquence, le tout avec une distorsion beaucoup plus faible que les tweeters conventionnels jusqu'à présent. 
Après avoir été breveté, le tweeter à dôme souple est devenu un standard de l'industrie et a été autorisé presque immédiatement par toutes les grandes sociétés audio du monde, notamment Philips, Peerless, McIntosh, Sony, JVC, Yamaha, Pioneer, Kenwood, Shure et bien d'autres.